# L'Interrogatoire (film)
Pour les articles homonymes, voir L'Interrogatoire.
Pour plus de détails, voir Fiche technique et Distribution.
L'Interrogatoire (Przesłuchanie) est un film polonais réalisé par Ryszard Bugajski, sorti en 1982 mais interdit par le gouvernement polonais jusqu'en 1989.

## Fiche technique
- Titre original : Przesłuchanie
- Titre français : L'Interrogatoire
- Réalisation : Ryszard Bugajski
- Scénario : Ryszard Bugajski et Janusz Dymek
- Photographie : Jacek Petrycki
- Musique : Danuta Zankowska
- Production : Tadeusz Drewno et Andrzej Wajda
- Pays d'origine : Pologne
- Format : Couleurs - 35 mm - 1,85:1 - Dolby Digital
- Genre : drame
- Date de sortie : 1982 et 1989

## Distribution
- Krystyna Janda : Antonina 'Tonia' Dziwisz
- Adam Ferency : Lieutenant Morawski
- Janusz Gajos : Major Zawada « Kapielowy »
- Agnieszka Holland : Communiste Witkowska
- Anna Romantowska : Miroslawa « Mira » Szejnert
- Bożena Dykiel : Honorata
- Olgierd Łukaszewicz : Konstanty Dziwisz

## Récompense
- Prix d'interprétation féminine du Festival de Cannes pour Krystyna Janda